# Alsónyék, Tolna
Alsónyék  este un sat în districtul Szekszárd, județul Tolna, Ungaria, având o populație de 771 de locuitori (2011). 

## Demografie
Componența etnică a satului Alsónyék
     Maghiari (96,28%)
     Germani (2,48%)
     Alții (1,24%)
Componența confesională a satului Alsónyék
     Romano-catolici (33,2%)
     Fără religie (17,77%)
     Reformați (14,01%)
     Necunoscută (34,11%)
     Atei (0,91%)
Conform recensământului din 2011, satul Alsónyék avea 771 de locuitori. Din punct de vedere etnic, majoritatea locuitorilor (96,28%) erau maghiari, cu o minoritate de germani (2,48%). Nu există o religie majoritară, locuitorii fiind romano-catolici (33,2%), persoane fără religie (17,77%) și reformați (14,01%). Pentru 34,11% din locuitori nu este cunoscută apartenența confesională.